# بیل هادر (بازیکن فوتبال)
بیل هادر (انگلیسی: Bill Hodder؛ اکتبر ۱۸۶۵ – March 1897 (aged 31)) بازیکن فوتبال اهل بریتانیا بود.
از باشگاه‌هایی که در آن بازی کرده‌است می‌توان به باشگاه فوتبال نوتس کانتی اشاره کرد.